# أيه بي أي
أنونينينا بترول إيطاليا أو ببساطة API هي شركة نفط كبيرة في إيطاليا . وهي مزود للنفط الخام لصناعة البتروكيماويات وموزع للمنتجات البترولية.
تعد أهم شركة تابعة للشركة القابضة (مجموعة API)، والتي تضم أيضًا أيه بي أي للتكرير وأيه بي أي للطاقة وفيستيفال و أيه بي أي أويل وأيه بي أي جي ام بي اتش وأيه بي أي للخدمات. يقع مقرها الرئيسي في روما، إيطاليا.

## وصلات خارجية
- موقع الشركة الرسمي